# Revista Palabra
Palabra fue una revista mensual, publicada por Ediciones Palabraentre 1965 y 2020. Su fundador y primer director fue Pedro Rodríguez.

## Línea editorial
La revista Palabra —cuya misión fue dar a conocer y difundir el Evangelio— fue una publicación mensual que siguió con interés y conciencia la actualidad de la Iglesia. En cada número el lector encontraba:
- Análisis, reportajes, crónicas y entrevistas
- Herramientas y argumentos para entender y transmitir el mensaje del Papa y de la Iglesia en el mundo.
- Propuestas interesantes para fortalecer a la familia y la educación en la fe.
- Ayudas concretas para la formación de los seminaristas y sacerdotes.
- Ideas para discernir en los desafíos sociales que presenta nuestra sociedad a día de hoy.

De 1969 a 2009, el director de la revista fue el sacerdote y periodista José Miguel Pero-Sanz. Posteriormente, su director fue Alfonso Riobó (2009-2020);en una época el redactor jefe fue Jorge Molinero. En 2021, Ediciones Palabra —propietaria de la publicación— pasó la responsabilidad de edición de la revista a Fundación CARF (Centro Académico Romano Fundación),que cambió el nombre de la publicación, por el de Revista Omnes.